# Varga Oszkár (vegyész)
Varga Oszkár (Temesvár, 1873. szeptember 8. – Budapest, 1947. november 20.) kémikus, mikrobiológus, növényfiziológus.

## Élete
Varga Lőrinc és Roy Janka fiaként született. Egyetemi tanulmányait Budapesten, majd a grazi és bécsi egyetemeken végezte, 1899-ben lett bölcsészdoktor. 1898-ban az Országos Chemiai Intézet és Központi Vegykísérleti állomáshoz került „górcsövezőnek”, utóbb ennek főigazgatója lett. Intézetvezetői munkája mellett mikrobiológiát tanított a Műegyetemen (itt asszisztense Boros Ádám volt) és 1923 és ’31 között botanikát az Állatorvosi Főiskola Növénytani Tanszékén. 1933-ban ment nyugdíjba.
Kiemelt kutatási területe volt a korában nagyon elterjedt élelmiszer-hamisítások vizsgálata.

## Főbb munkái
- Új módszerek az alkalmazott mikroszkópia köréből (előadás, 1902)
- Festett paprikapor kimutatása górcső segélyével (Kísérletügyi Közlemények, 1900)
- Uj módszerek az alkalmazott mikroszkópia köréből (Természettudományi Közlöny és Növénytani Közlemények, 1902)
- Hántolt rizs. Felelet a kir. magy. természettudományi társulathoz intézett 1905. évi 38. sz. kérdésre (Természettudományi Közlöny, 1905)
- Mykologiai tanulmány a kender és a len áztatásáról (Csókás Gyulával, Kisérletügyi Közlemények, 1910)
- Beiträge zur Kenntniss der Beziehungen des Lichtes und der Temperatur zum Laubfall (Österreich Botan. Zeitschrift, 1911)
- Az üszökspóratartalmú korpákról és az üszökspórák mennyiségének meghatározásáról (1913)
- Bacterium coli okozta sajtmérgezés. (1937)
- Kísérletek élelmiszereknek ultrarövid elektromos hullámokkal való konzerválására (1937)